# British Academy Film Awards 1975
Die 28. Verleihung der British Academy Film Awards fand 1975 in London statt. Die Filmpreise der British Academy of Film and Television Arts (BAFTA) wurden in 19 Kategorien verliehen; hinzu kam ein Ehrenpreis. Die Verleihung zeichnete Filme des Jahres 1974 aus.
| Film                            | N  | A |
| ------------------------------- | -- | - |
| Chinatown                       | 11 | 3 |
| Mord im Orient-Expreß           | 10 | 2 |
| Der Dialog                      | 5  | 2 |
| Die drei Musketiere             | 5  | 0 |
| Lacombe, Lucien                 | 4  | 2 |
| Das letzte Kommando             | 4  | 2 |
| Der große Gatsby                | 3  | 3 |
| Serpico                         | 3  | 0 |
| Sommerwünsche – Winterträume    | 2  | 1 |
| Der wilde wilde Westen          | 2  | 0 |
| Die Geschichte der Jane Pittman | 2  | 0 |

## Preisträger und Nominierungen
Im Vorfeld der Veranstaltung galten Roman Polańskis Chinatown mit elf und Sidney Lumets Mord im Orient-Expreß mit zehn Nominierungen als große Favoriten der Verleihung. Chinatown erhielt schließlich drei BAFTAs und damit genauso viele wie Der große Gatsby, der im Vorfeld dreimal nominiert worden war. Ein Verlierer des Abends war Die drei Musketiere, der bei fünf Nominierungen leer ausging.

### Bester Film
Lacombe, Lucien (Lacombe Lucien) – Regie: Louis Malle
Chinatown – Regie: Roman Polański
Das letzte Kommando (The Last Detail) – Regie: Hal Ashby
Mord im Orient-Expreß (Murder on the Orient Express) – Regie: Sidney Lumet

### United Nations Award
Lacombe, Lucien (Lacombe Lucien) – Regie: Louis Malle
Die Geschichte der Jane Pittman (The Autobiography of Miss Jane Pittman) – Regie: John Korty

### Beste Regie
Roman Polański – Chinatown
Francis Ford Coppola – Der Dialog (The Conversation)
Sidney Lumet – Mord im Orient-Expreß (Murder on the Orient Express) und Serpico
Louis Malle – Lacombe, Lucien (Lacombe Lucien)

### Bester Hauptdarsteller
Jack Nicholson – Chinatown und Das letzte Kommando (The Last Detail) 
Gene Hackman – Der Dialog (The Conservation)
Albert Finney – Mord im Orient-Expreß (Murder on the Orient Express)
Al Pacino – Serpico

### Beste Hauptdarstellerin
Joanne Woodward – Sommerwünsche – Winterträume (Summer Wishes, Winter Dreams) 
Faye Dunaway – Chinatown
Barbra Streisand – So wie wir waren (The Way We Were)
Cicely Tyson – Die Geschichte der Jane Pittman (The Autobiography of Miss Jane Pittman)

### Bester Nebendarsteller
John Gielgud – Mord im Orient-Expreß (Murder on the Orient Express) 
Adam Faith – Stardust
John Huston – Chinatown
Randy Quaid – Das letzte Kommando (The Last Detail)

### Beste Nebendarstellerin
Ingrid Bergman – Mord im Orient-Expreß (Murder on the Orient Express) 
Sylvia Sidney – Sommerwünsche – Winterträume (Summer Wishes, Winter Dreams)
Sylvia Syms – Die Frucht des Tropenbaumes (The Tamarind Seed)
Cindy Williams – American Graffiti

### Bester/beste Nachwuchsdarsteller/-in
Georgina Hale – Mahler
Sissy Spacek – Badlands
Cleavon Little – Der wilde wilde Westen (Blazing Saddles)

### Bestes Drehbuch
Robert Towne – Chinatown und Das letzte Kommando (The Last Detail) 
Andrew Bergman, Mel Brooks, Richard Pryor, Norman Steinberg, Alan Uger – Der wilde wilde Westen (Blazing Saddles)
Francis Ford Coppola – Der Dialog (The Conversation)
Louis Malle, Patrick Modiano – Lacombe, Lucien

### Beste Kamera
Douglas Slocombe – Der große Gatsby (The Great Gatsby) 
John A. Alonzo – Chinatown
Geoffrey Unsworth – Mord im Orient-Expreß (Murder on the Orient Express) und Zardoz
David Watkin – Die drei Musketiere (The Three Musketeers)

### Bester Schnitt
Richard Chew, Walter Murch – Der Dialog (The Conversation) 
Anne V. Coates – Mord im Orient-Expreß (Murder on the Orient Express)
Sam O’Steen – Chinatown
John Victor Smith – Die drei Musketiere (The Three Musketeers)

### Beste Filmmusik
Richard Rodney Bennett – Mord im Orient-Expreß (Murder on the Orient Express) 
Jerry Goldsmith – Chinatown
Francis Lai – Ein glückliches Jahr (La bonne année)
Michel Legrand – Die drei Musketiere (The Three Musketeers)
Mikis Theodorakis – Serpico

### Bester Ton
Nathan Boxer, Michael Evje, Walter Murch, Art Rochester – Der Dialog (The Conversation) 
Christopher Newman, Jean-Louis Ducarme, Robert Knudson, Fred J. Brown, Bob Fine, Ross Taylor, Ron Nagle, Doc Siegel, Gonzala Gavira, Hal Landaker – Der Exorzist (The Exorcist)
Michael Crouch, Rydal Love, Gordon K. McCallum, John W. Mitchell, Alan Soames – Gold
Melvin M. Metcalfe Sr., Ronald Pierce – Erdbeben (Earthquake)

### Beste Kostüme
Theoni V. Aldredge – Der große Gatsby (The Great Gatsby) 
Yvonne Blake – Die drei Musketiere (The Three Musketeers)
Anthea Sylbert – Chinatown
Tony Walton – Mord im Orient-Expreß (Murder on the Orient Express)

### Bestes Szenenbild
John Box – Der große Gatsby (The Great Gatsby) 
Brian Eatwell – Die drei Musketiere (The Three Musketeers)
Richard Sylbert – Chinatown
Tony Walton – Mord im Orient-Expreß (Murder on the Orient Express)

### Bester Kurzfilm
Location North Sea – Regie: John Armstrong
Acting in Turn – Regie: Robin Jackson
Facets of Glass – Regie: Anthony Squire
The Quiet Land – Regie: Joe Mendoza

### Bester animierter Film
Hunger – Regie: Peter Foldes
Au bout du fil – Regie: Paul Driessen

### Bester Dokumentarfilm
Cree Hunters Of Mistassini – Regie: Boyce Richardson, Tony Ianzelo
Compañero: Victor Jara of Chile – Regie: Stanley Forman, Martin Smith
Leprosy – Regie: Unbekannt

### Bester spezialisierter Film
Monet in London – Regie: David Thompson
Adventure in Colour – Regie: Unbekannt
Child Part II – Regie: Unbekannt
Nobody’s Fault – Regie: David Evann

## Academy Fellowship
Jacques Cousteau, französischer Meeresforscher, Autor und Filmproduzent